# الإعلام في الجزائر
تمتلك الجزائر أكثر من 45 منشور مستقل باللغة الفرنسية واللغة العربية بالإضافة إلى أربع صحف قومية (اثنتان بالفرنسية واثنتان بالعربية) ولكن تقوم الحكومة بمراقبة كل المطابع والإعلانات. وتتمتع الصحف الجزائرية  الأربع الأتية بأكبر توزيع ؛ جريدة الخبر(530.000)، جريدة الوطن (200.000)، كوتيديان دورون (195.000)، الحرية (Liberté Algérie)‏ (120.000) وهي صحف مملوكة للموظفين. كما تمتك الحكومة جميع برامج الراديو (المذياع) والتليفزيون والتي تقدم مواد موالية للحكومة. وفي العامين 2004 و 2005 زادت الحكومة من استخدام اللغة والثقافة الأمازيغية في الإعلام المكتوب والمرئي.
وكالة الأنباء الجزائرية هي وكالة الأنباء الجزائرية القومية، وقد تم إشائها في الأول من ديسمبر 1961 بعد استقلال الجزائر من الاحتلال الفرنسي لكى تمثل الجزائر في مجال الإعلام العالمى. وقد تطورت حتى أصبحت مؤسسة تعمل على إنتاج مواد تعرض على الإنترنت والفضائيات.

## الصحافة
يتم نشر الصحف في الجزائر بثلاث لغات هي : العربية، الفرنسية والأمازيغية. وتتميز اغليبة المواد المطبوعة بأنها ملكية خاصة. وتنشر أيضا الصحف على الأنترنت على يوميا ما عدا يوم الجمعة (يوم الأجازة الإسلامي).
و تتيح الكتابة باللغات العربية والإنجليزية والفرنسية إلمام المدونين الجزائريين بمواضيع اجتماعية وثقافية وسياسية ورياضية، وكما أشارت إحدى الصحف في أواخر عام 2008 فإن هناك أكثر من 5.000 مدونة جزائرية.
وقد ميزت الصحف اليومية ذكرى سن قانون التشهير بمنع النشر في احتجاج عرف باسم «يوم بلا صحف»، وتشارك فيه الصحف المطبوعة باللغة العربية ومنها جريدة الشروق اليومي، جريدة الخبر، وجريدة المساء الجزائرية، والصحف المطبوعة باللغة الفرنسية ومنها جريدة الوطن وجريدة المجاهد، مع الصحف المطبوعة باللغة الإنجليزية ومنها جريدة شمال أفريقيا. بالإضافة إلى صحف لم تعد تصدر مثل جريدة لسان الدين التي أسست عام 1912 وجريدة البلاغ الجزائري التي أسست عام 1926 على يد الصوفي أحمد العلاوي والتي عاشت لفترة أطول.

## الرقابة
لا توجد رقابة مباشرة، ولكن يقر القانون أحكاما بالسجن والغرامات إذا ما تمت إهانة الرئيس أو التشهير به أو بأعضاء البرلمان أو القضاة أو الجيش.و قد اتهمت هيئات حقوق وسائل الإعلام الحكومة باستخدام القوانين لتوجيه الصحافة الخاصة.
و تسيطر الدولة على محطات التليفزيون والراديو، ولكن توجد صحف خاصة نشطة تعمل في الغالب على انتقاد السلطات. وتتمتع القنوات التليفزيونية الفضائية بشعبية واسعة، كما تحظى القنوات المؤسسة في فرنسا والتي تخاطب المشاهدين الجزائريين والقنوات الأوروبية بنسبة مشاهدة عالية.

## الهواتف والمحادثات الهاتفية
وفقا ل (سي أي ايه)(وكالة المخابرات المركزية) حقيقة العالم "التزايد السريع لاكتتابات الهواتف النقالة؛ ففي عام 2008، وإلى جانب خطوط الهواتف الأرضية، تجاوزت كثافة الهواتف النقالة ال 100 مكالمة لكل 100 شخص. وباشتراكها في (ميداربتل) ؛ساهمت المحطات الأرضية الفضائية ــ51 (إنتل سات، انترسبتنك، وعرب سات) في ربط الجزائر بمعظم أجزاء العالم الأخرى.

## التلفزيون
بخصوص البث التليفزيوني، فقد احتكرته الحكومة منذ عام 1962. ولكن تم تطبيق بعض الديموقراطية على التليفزيون الجزائري على يد الدستور 1989 الجديد. ويعد التلفزيون الجزائري هو الكيان الوطنى الذي يشرف على البث التليفزيوني العام، فهو يدير القنوات التليفزيونية مثل كنال ألجيري(القناة الجزائرية الثانية) والقناة الجزائرية الثالثة والقناة الجزائرية الرابعة الأمازيغية والقناة الدينية قناة القرآن الكريم 5 التي تذيع برامج دينية إسلامية. و تشتري الحكومة العديد من البرامج الإعلانية لإذاعتها كما تبث كنال ألجيري بثا حياً بلا انقطاع.

### البث الفضائي
يفضل اغلبية سكان الجزائر مشاهدة البث الفضائي للمحطات الفرنسية والعربية، وييقدر عدد الأطباق الفضائية ب 20 مليون طبق (فرنسي أو عربي). ويتم الاَن دراسة مشروع قانون يمنع وضع الأطباق على واجهات المنازل التي تطل على الشوارع والجادات.و تعمل العديد من شركات خدمات الفضائيات في الجزائر، ومنها ؛ كماجراف، ستريم سيستم، ماجينتا، وكوندور. وقد أتمت قناة سي + (فرنسية الملكية) اتفاقية خاصة مع الجزائر.
قنوات التليفزيون الجزائري هي : التليفزيون الجزائري (مملوك للدولة)، كنال ألجيري، TVA3، قناة الأمازيغية، قناة القراَن الكريم، قناة الشروق، قناة النهار، قناة الهوجار، قناة نوميديا نيوز، قناة الجزائرية، وقناة الجزائر شوب، قناة دزاير، قناة دزاير نيوز، قناة KBC، قناة سميرة

## الراديو
الراديو الجزائري هو الهيئة المسئولة عن البث، فهو المدير لبث ثلاث محطات قومية، منهم اثنتان قوميتان، بالإضافة إلى 32 محطة محلية. وتبث هذه الهيئة باللغات العربية والأمازيغية والفرنسية، ويبلغ عدد المستمعين لها 20 مليون جزائري.
و تعرف قناة الشروق نفسها بأنها أول قناة فضائية خاصة في الجزائر تبدأ البث بعد إقرار قانون الإعلام الجديد مباشرة والذي يمكن رجال الأعمال والصحفيين بإطلاق محطاتهم التليفزيونية والأذاعية الخاصة. القناة سوف تعرض حوالى عشرة برامج رئيسية موضوعية سياسية، اقتصادية، اجتماعية، رياضية، ترفيهية وموسيقية، كما أنها ستقدم نشرة أخبار مدتها ساعة ونصف مشابهة لبرنامج قناة الجزيرة (حصاد اليوم). ولكن بشكل عام تعرف القناة نفسها بأنها شبكة إم بي سي قناة الأسرة الترفيهية والتعليمية ومقرها دبي.

## الإنترنت
في عام 2008 كان للجزائر 897 مضيف و 4.1 مليون مستخدم. في 2017 هناك 18,580,000 مستخدم أنترنت في الجزائر، ما يمثل 45.2% من السكان.

## اقرأ أيضاَ
- الاتصالات في الجزائر
- Censorship in Algeria
- قائمة الصحف الجزائرية